# Lagunas Pontinas
Las lagunas Pontinas (Agri Pontini; Agro Pontino en italiano) es una antigua zona de marisma en la región del Lacio en Italia central, al sureste de Roma, dentro de la provincia de Latina.
Se trata de una llanura de anchura variable entre los primeros relieves apeninos de los montes Lepinos y Ausonios y el mar de 16 a 26 kilómetros, y extendiéndose de noroeste al sureste desde Velletri a Terracina junto al mar Tirreno, del que están separadas por dunas de arena. El límite norte estaría en el medio curso del río Astura y los primeros relieves de los montes Albanos (Colli Albani). El área tiene una extensión de aproximadamente 775 km². La romana Vía Apia cruza las marismas.

## Historia
En tiempos antiguos los terrenos pontinos eran fértiles y muy aptos para el cultivo, por lo que varias ciudades prosperaron en la zona.  En 367 a. C. los romanos derrotaron al pueblo que ocupaba la zona, pero perdieron la fructífera zona en los siglos siguientes. Los tres ríos de la zona, Sisto, Ufente y Amaseno cambiaron sus cauces con frecuencia y cada tormenta surgida del mar anegaba la zona, de manera que los ríos retrocedían hacia el interior. La zona sur quedaba bajo el nivel del mar, siendo una zona pantanosa que, al final de la época republicana, era una zona propensa a la malaria. 
Ya durante la época de la República romana se intentó drenar las marismas, siendo el primer intento el de Apio Claudio el Censor en el año 312 a. C., cuando construyó la Vía Apia a través de ellas.

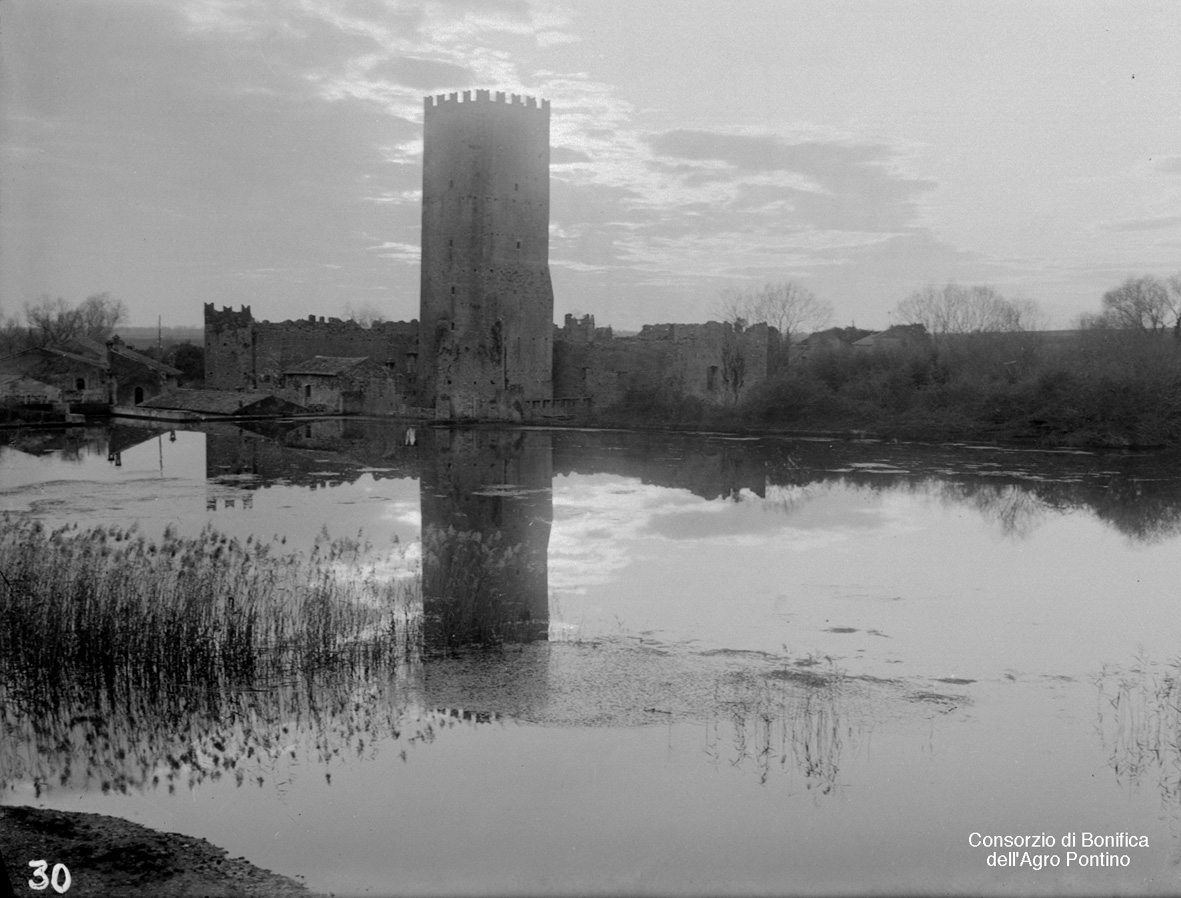
El jardín de Ninfa inmerso en los pantanos, pocos años antes de las actuaciones de Mussolini.

También los papas Bonifacio VIII, Martín V, Sixto V, y Pío VI intentaron resolver el problema, y el último de ellos reconstruyó la Vía Apia. La dificultad principal era la falta de pendiente en el suelo: algunas partes que distan no menos de 16 kilómetros del mar a duras penas están por encima del nivel del mar, aunque quedan separados del mar por las dunas. Leonardo da Vinci fue uno de los que estudió las posibilidades de drenar la zona.
La zona fue visitada por Goethe en 1787, según relata en su libro de Viaje italiano. A finales del siglo XIX, un oficial prusiano, el comandante Fedor Maria von Donat (1847-1919) ideó la forma de desecar las marismas construyendo un canal que seguía la base de las montañas, cortando una duna de arena al nivel de Terracina; recogería el agua que fluía de la montaña antes de que alcanzara la base. El agua recogida en el sistema de canales sería enviada al Mediterráneo. 
Donat argumentaba sobre todo la necesidad de exterminar la malaria en el territorio alrededor de la capital. La malaria impedía la expansión de Roma hacia el sur, lo que llevaría a una nueva provincia para Italia sin necesidad de una guerra colonial. La urbanización de las marismas podrían evitar que 200 000 italianos emigrasen. Alrededor del año 1900, había menos de 1000 habitantes en una región costera que superaba los 700 km². A pesar de que era una fórmula viable técnicamente, fracasó debido a razones políticas que se interpusieron en el proyecto.
Las Lagunas Pontinas fueron finalmente drenadas mediante trabajos comenzados en 1928 bajo la responsabilidad del Consorzio della Bonifica di Latina, una corporación semi-gubernamental del gobierno de Benito Mussolini. El gobierno desecó las marismas, las limpió de vegetación e instaló varios centros de familias en unas granjas estandarizados de dos plantas, de estuco azul con tejados de teja. A cada colono se le asignó una granja semejante, un horno, un arado, un establo, un caballo y 40 hectáreas de tierra. El proyecto, al que constantemente se referían en términos de batalla, fue un enorme estímulo de relaciones públicas para Mussolini, colmando su larga creencia en la "vocación rural del pueblo italiano" y en el triunfo sobre la naturaleza, un epítome de la concepción fascista del progreso. Mussolini usó la operación decenal (de manera similar a lo que Adolf Hitler estaba haciendo por la misma época con la construcción del Autobahn) con propósitos propagandísticos. Mussolini fue fotografiado frecuentemente entre trabajadores descamisados con una pala en la mano. 
Debido a que los ingenieros de Mussolini siguieron básicamente el mismo plan que Donat, Mussolini le dedicó una calle en la nueva ciudad de Pontinia. Para entonces, las ciudades Littoria (hoy Latina), Sabaudia y Pontinia, Aprilia y Pomezia fueron creadas en 1932, 1934, 1935, 1937 y 1939 respectivamente.
En el extremo norte de las marismas, la cabeza de playa en Anzio (antigua Antium) fue el lugar elegido para el desembarco aliado anfibio de 22 de enero de 1944 durante la Segunda Guerra Mundial. La malaria se erradicó de la zona en los años 1950, con la ayuda del DDT.
Hoy un sistema de acueductos atraviesa la zona desecada. En esta región Pontina se cultiva trigo, fruta y viñas. El "Agro Pontino" es un paisaje floreciente con ciudades modernas de la época de postguerra. En el año 2000, había más de medio millón de habitantes en esta región, anteriormente desierta.